# Théories des milieux effectifs
Les théories des milieux effectifs sont des modèles physiques permettant d'estimer les propriétés effectives (i.e. macroscopiques) d'un milieu en fonction des propriétés locales de chaque constituant, et d'un certain nombre d'informations sur la microstructure telle la concentration de chaque phase. Les premières théories remontent au XIXe siècle et sont dues à Mossoti, Maxwell, Poisson ou encore Lorentz.
Le but de ces modèles est de fournir soit des bornes pour le comportement effectif du milieu à grande échelle, soit des approximations du comportement effectif. Les bornes sont optimales lorsqu'il existe une microstructure particulière qui réalise exactement le modèle physique. On évalue les "bonnes" propriétés de ces théories en les confrontant à d'autres résultats théoriques, calculs analytiques et numériques, comportement à la percolation, etc.
Des exemples de problèmes physique sont : les problèmes de conductivité (milieux diélectriques), mécaniques, magnétiques, thermiques etc. comportant des phases de conductivité, d'élasticité, coefficients thermiques etc. variables. Ces problèmes sont en général très difficiles à résoudre (systèmes d'équations aux dérivées partielles) et du point de vue des applications pratiques, il n'est pas nécessaire de tenir compte de l'ensemble des degrés de liberté de ces systèmes. Le problème est en général non-linéaire et anisotrope.
Il existe une littérature considérable sur les théories des milieux effectifs, s'appliquant aux milieux continus ou discrets (réseaux), utiles pour les comparaisons numériques. Elles ne sont en général pas capable de prédire qualitativement (du point de vue des exposants critiques) le comportement à la percolation.
L'existence d'un "comportement effectif" n'est nullement assuré. On montre, que dans certaines hypothèses (en particulier l'existence d'un "volume élémentaire représentatif"), on peut effectivement remplacer un matériau hétérogène par un milieu homogène équivalent (voir réf.).

## Modèle de Bruggeman pour les milieux désordonnés
En 1935 et 1937, Bruggeman introduit une théorie auto-cohérente pour les matériaux diélectriques isotropes continus

### Inclusions circulaires ou sphériques
{\displaystyle \sum _{i}\,\delta _{i}\,{\frac {\sigma _{i}-\sigma _{e}}{\sigma _{i}+(n-1)\sigma _{e}}}\,=\,0\,\,\,\,\,\,\,\,\,\,\,\,\,\,\,\,\,\,\,\,(1)}
Dans un système  de dimension {\displaystyle n} avec un nombre arbitraire de composants, la somme est faite sur l'ensemble des constituants. {\displaystyle \delta _{i}} et {\displaystyle \sigma _{i}} sont respectivement les fractions et la conductivité de chaque constituant, et {\displaystyle \sigma _{e}} est la conductivité du matériau. Cette formule est capable de prédire un seuil de percolation.

### Modélisation physique
L'approximation de Bruggeman consiste à remplacer le milieu extérieur vu par chaque inclusion par un "milieu de référence", lui-même déterminé de manière auto-cohérente. Le modèle de Bruggeman est le plus simple permettant de prédire un seuil de percolation (même si la valeur du seuil est en général fausse),,.